# Chionaema brunnea
Chionaema brunnea är en fjärilsart som beskrevs av Bethune-Baker 1904. Chionaema brunnea ingår i släktet Chionaema och familjen björnspinnare. Inga underarter finns listade i Catalogue of Life.